# Kjukevågsodden
Kjukevågsodden är en udde i Antarktis. Den ligger i Östantarktis. Norge gör anspråk på området.
Terrängen inåt land är huvudsakligen kuperad, men den allra närmaste omgivningen är varierad. Havet är nära Kjukevågsodden västerut. Trakten är obefolkad. Det finns inga samhällen i närheten. 